# Rhyacophila viquaea
Rhyacophila viquaea là một loài Trichoptera trong họ Rhyacophilidae. Chúng phân bố ở miền Tân bắc.